# De dog med stövlarna på
De dog med stövlarna på är en amerikansk westernfilm från 1941 i regi av Raoul Walsh. Filmen är en romantiserad och inte helt historiskt korrekt skildring av George Armstrong Custers liv, och Slaget vid Little Bighorn.

## Rollista
- Errol Flynn - George Armstrong Custer
- Olivia de Havilland - Elizabeth Bacon Custer
- Arthur Kennedy - Ned Sharp
- Charley Grapewin - California Joe
- Gene Lockhart - Samuel Bacon
- Anthony Quinn - Crazy Horse
- Stanley Ridges - Romulus Taipe
- John Litel - Phil Sheridan
- Sydney Greenstreet - Lt. Gen. Winfield Scott
- Regis Toomey - Fitzhugh Lee
- Hattie McDaniel - Callie
- Frank Wilcox - Webb